# MAPRE1
MAPRE1‏ (Microtubule associated protein RP/EB family member 1) هوَ بروتين يُشَفر بواسطة جين MAPRE1 في الإنسان.